# Ospedaletto Euganeo
Ospedaletto Euganeo är en ort och kommun i provinsen Padova i regionen Veneto i Italien. Kommunen hade 5 629 invånare (2018).